# Лимеира
Лимеира (порт. Limeira) град је у Бразилу у савезној држави Сао Пауло. Према процени из 2007. у граду је живело 272.734 становника.

## Становништво
Према процени из 2007. у граду је живело 272.734 становника.
| 1991.   | 2000.   |
| ------- | ------- |
| 207,770 | 249,046 |